# Edward Kryściak
Edward Kryściak, SchP (ur. 17 listopada 1968 r. w Kutnie) – polski prezbiter katolicki, pijar, historyk, dyrektor szkół pijarskich, pisarz, działacz społeczny.

## Życiorys
Absolwent Liceum Ogólnokształcącego im. J. Chełmońskiego w Łowiczu oraz Instytutu Teologicznego Księży Misjonarzy w Krakowie. Z wykształcenia historyk, ukończył studia historyczne na Uniwersytecie Pedagogicznym im. Komisji Edukacji Narodowej w Krakowie. Autor wielu publikacji historycznych, artykułów o tematyce wychowawczej oraz książek m.in.: Powołanie w świetle Biblii (1997) oraz Wędrówki z Małym Księciem (2001). Ponadto publikacje: Wykaz biogramów pijarów w Wkładzie pijarów do nauki i kultury w Polsce XVII-XIX w. pod red. Ireny Stasiewicz-Jasiukowej (1993).
Założyciel Publicznego Gimnazjum nr 52 Zakonu Pijarów w Krakowie oraz Zespołu Szkół Zakonu Pijarów im. św. Józefa Kalasancjusza w Poznaniu (w latach 2005-2011 dyrektor szkoły). Do 2019 był dyrektorem Gimnazjum i Liceum Ogólnokształcącego Zakonu Pijarów im. S. Konarskiego w Krakowie, a także prezesem Fundacji Oświatowej im. ks. Stanisława Konarskiego. Od 2003 do kwietnia 2015 roku pełnił funkcję asystenta ds. pedagogicznych Polskiej Prowincji Zakonu Pijarów. Zaangażowany w Poznański Orszak Trzech Króli w 2011 roku; inicjator I Poznańskiego Biegu im. o. Józefa Jońca. Współorganizator krakowskiej edycji biegu Tropem Wilczym upamiętniającego Żołnierzy Niezłomnych (2015). Od roku 2012 współpracuje z BEP IPN Warszawa, uczestnicząc w wyjazdach młodzieży gimnazjalnej i licealnej szlakami zbrodni katyńskiej: 2012 - Smoleńsk, Katyń, Twer, Miednoje; 2013 - Kijów - Bykownia, Winnica, Czarny Las, Stanisławów, Lwów; 2014 - szlakiem II Korpusu gen. Wł. Andersa - Monte Cassino, Ancona, Loreto, Bolonia, Forli, Ofagna; 2015 - szlakiem gen. Maczka: Normandia, Holandia, Belgia, Niemcy; 2016 - Białoruś i Litwa: Kuropaty, Mińsk, Oszmiana, Wilno; 2017 - Rumunia - śladem internowanych w 1939 r.; 2018 - Litwa i Łotwa - miejsca poświęcone wojnie polsko-bolszewickiej 1919-190, szlakiem Emilii Plater i marszałka Józefa Piłsudskiego, 2019 - Białoruś. W roku 2019 zakończył pracę na stanowisku dyrektora szkół krakowskich. Autor bloga o charakterze religijnym: okruchyslowa.com.